# Église Sant'Elena
L'église Sant'Elena est une église catholique de Venise, en Italie.

## Localisation
L'église est située dans le sestiere de Castello. 
Elle a été construite sur l'île éponyme, d'une façon tout à fait différente du reste de la ville (avant ça, l'extrémité orientale de Venise était la pointe de Saint-Antoine, à proximité des jardins publics), Sant'Elena fait face maintenant sur une grande surface récupérée durant XIXe siècle.

## Historique
Vitale II Michiel (+1182), évêque de Castello, érigea en 1175, un hôpital avec une église sous l'invocation de Sainte Hélène impératrice et il la confia aux chanoines réguliers de Saint-Augustin, se réservant la nomination du prieur.
La tradition veut qu'en 1211, le corps de l'impératrice, mère de Constantin le Grand, a été transféré de Constantinople à Venise, grâce au chanoine augustin Aicardo, avant de rejoindre Rome. Par la suite les Augustins engloberont la chapelle dans une église plus grande.
Au début du XVe siècle, vu que le monastère se retrouva sans moines avec seulement le prieur, le pape Grégoire XII accorda, le 21 septembre 1407, à l'Ordre du Mont-Olivet, sous lesquels fut consacré en 1515 le nouveau temple, dont la construction fut commencée en 1439.
La propriété fut reversée à l'Etat par PV du 14 juin 1806, en exécution du Décret Royal du 8 juin 1805; la communauté fut unie à celle de San Benedetto Novello de Padoue par décret du 28 juillet 1805.
Récemment, l'église fut restaurée, reconsacrée et est ouverte au culte.

## Description

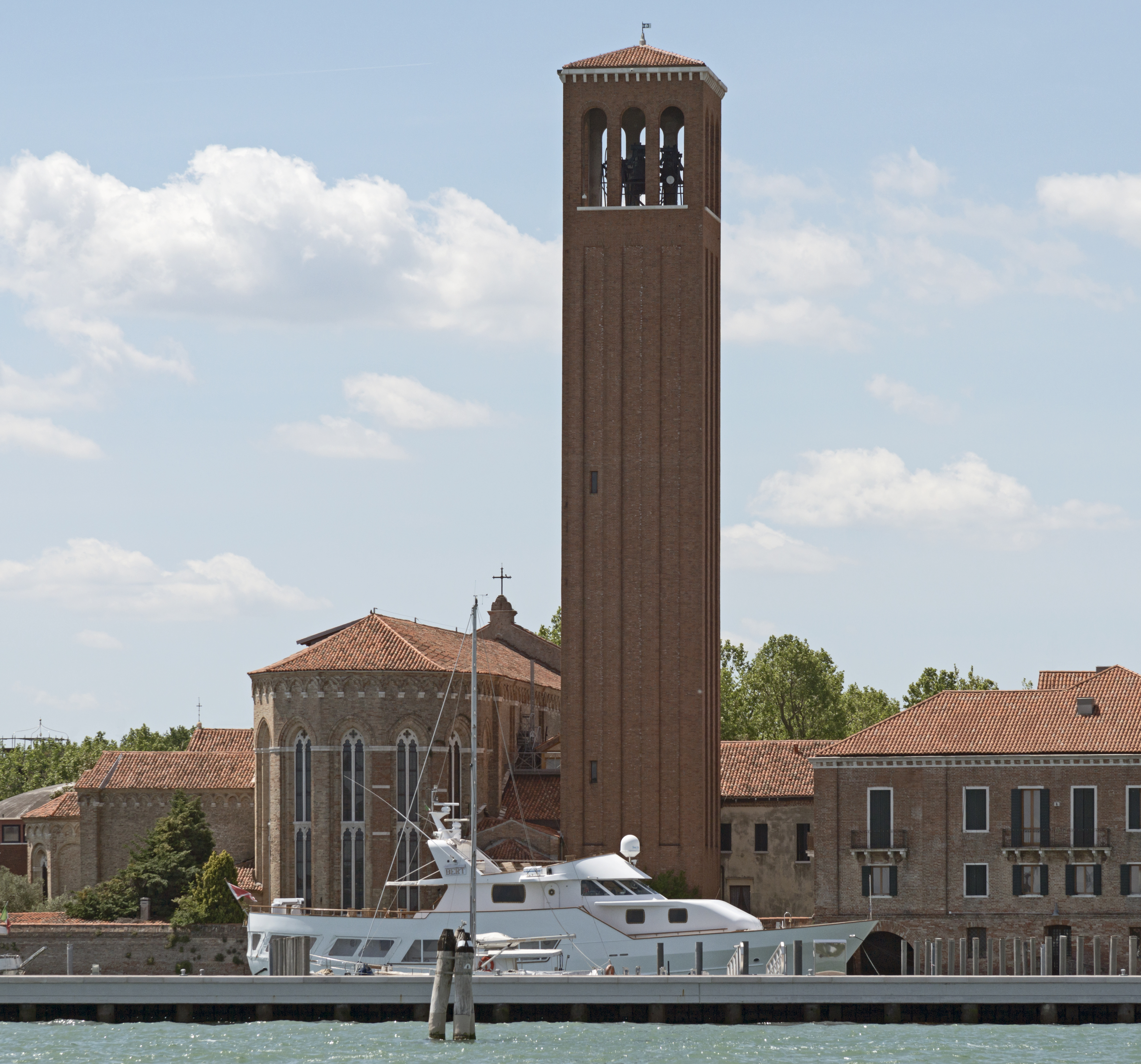
L'abside et le campalile
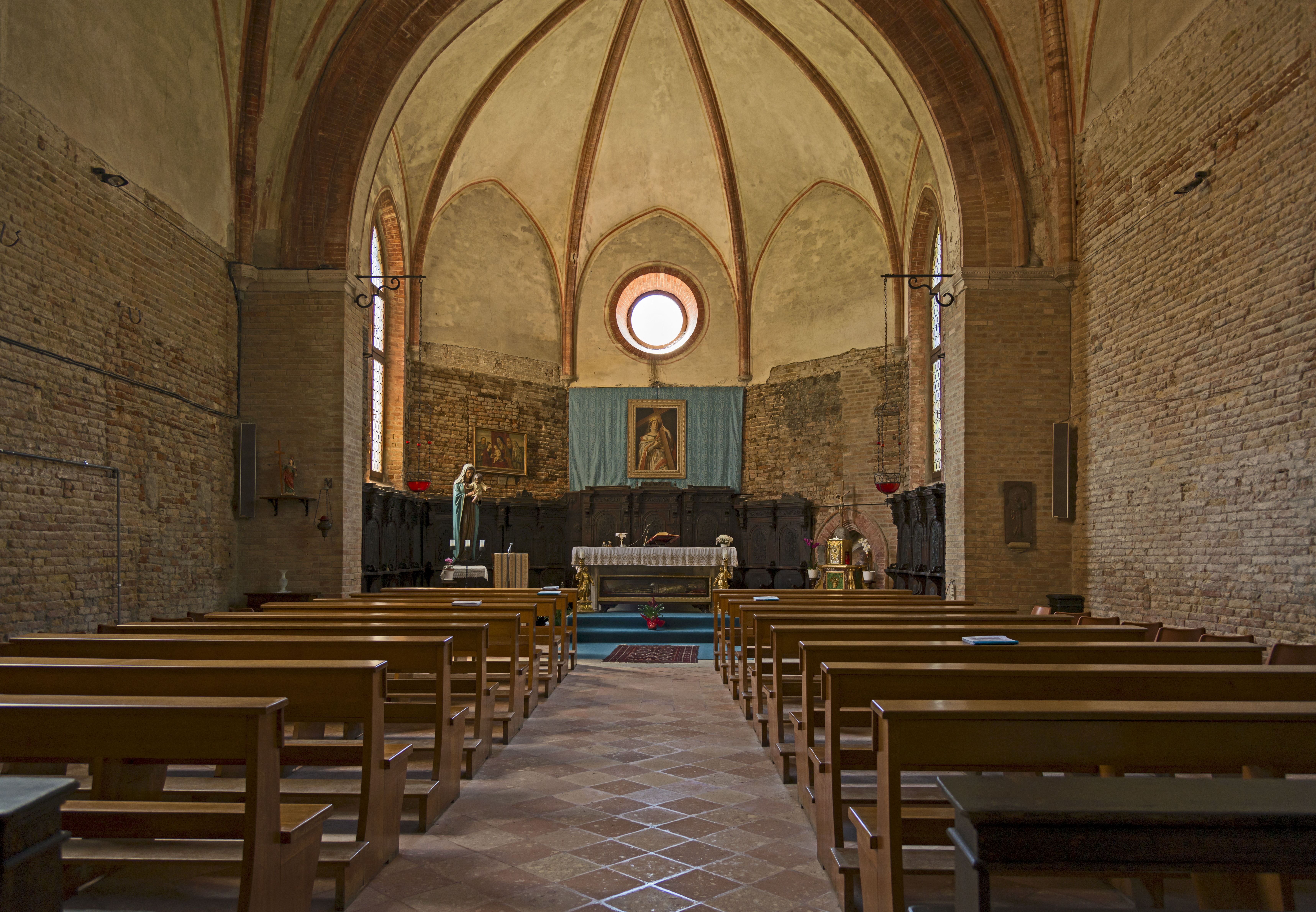
Chapelle de Sainte Hélène, mère de Constantin le Grand
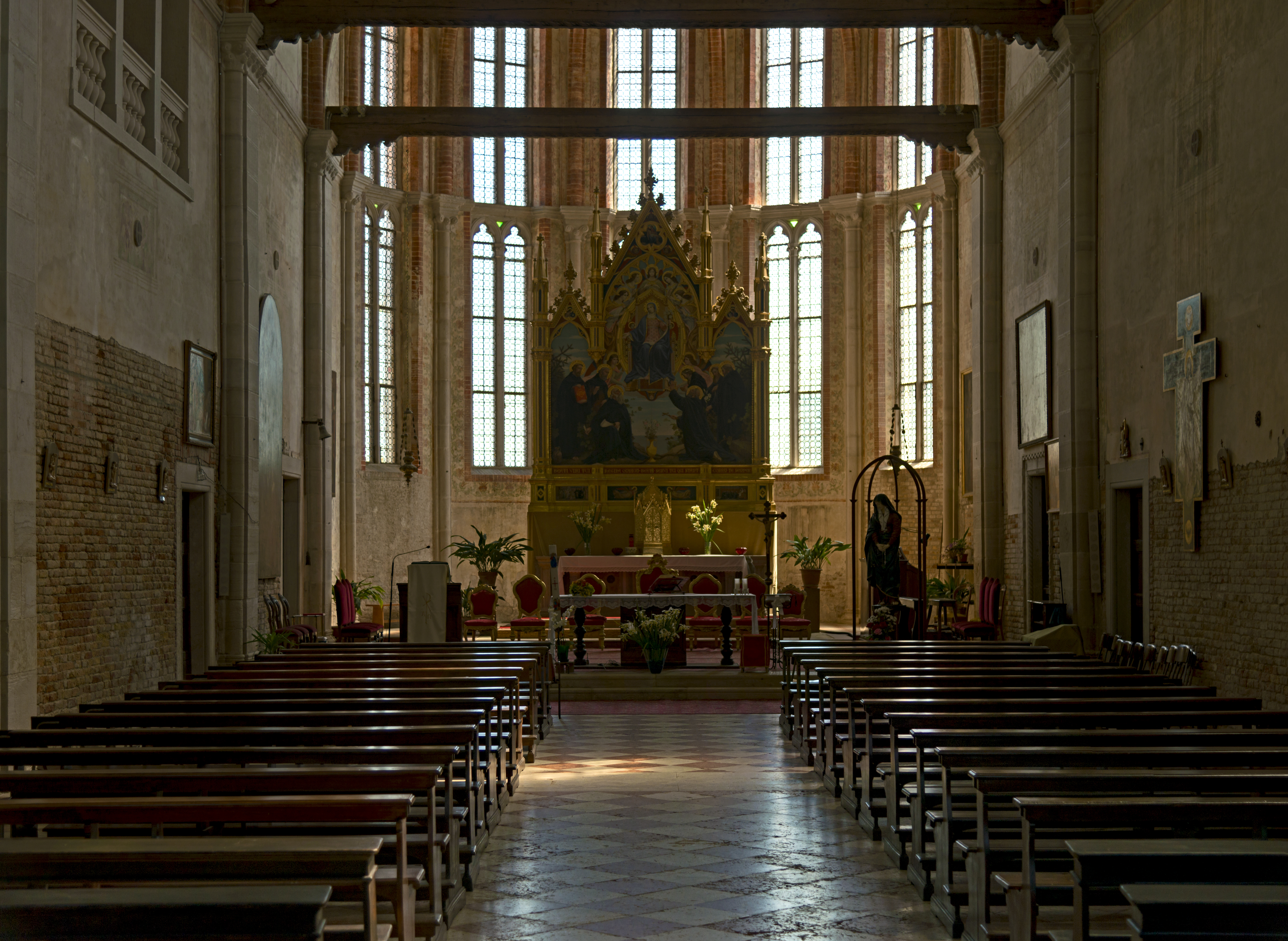
Intérieur de la nef et du chœur
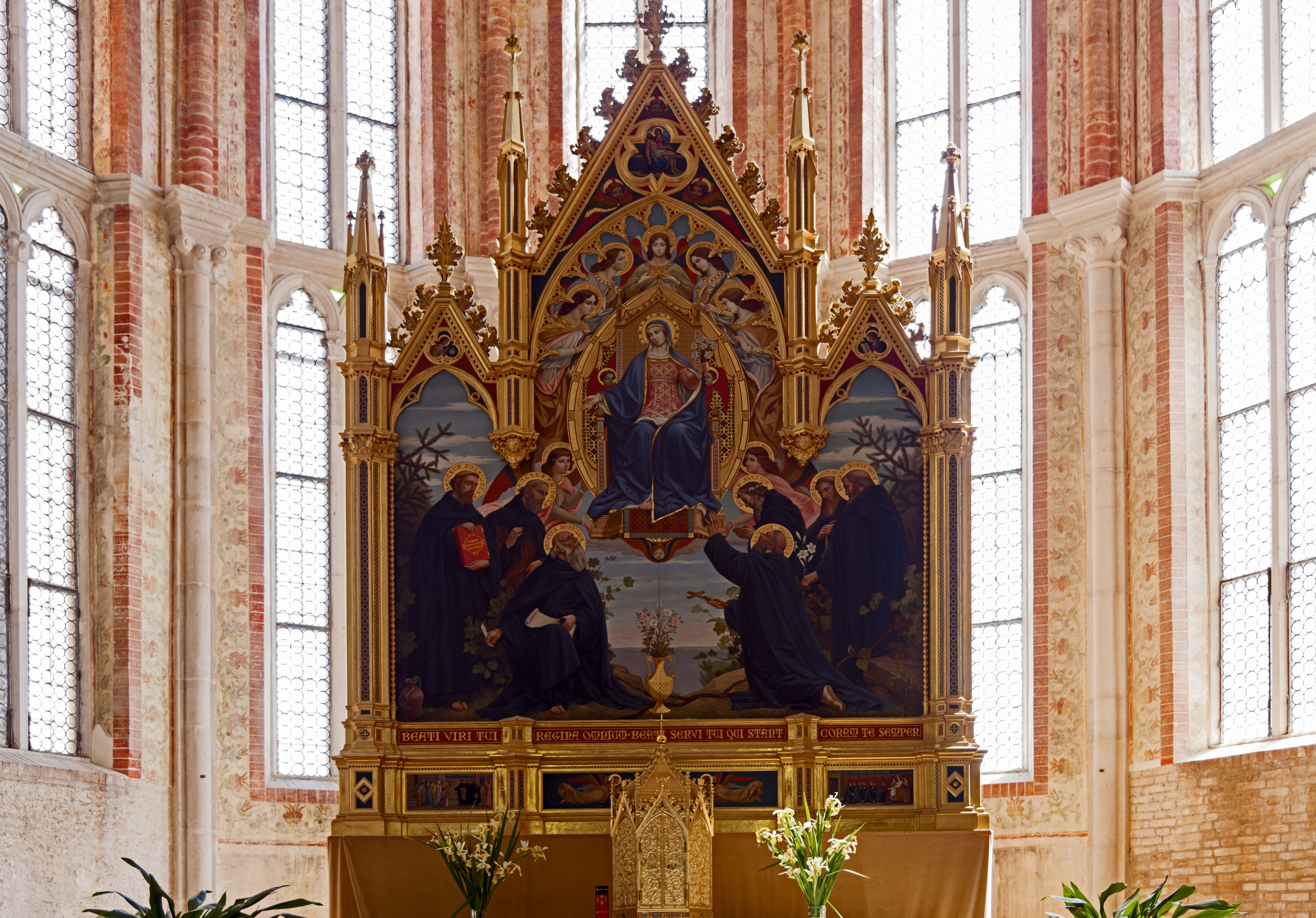
Retable
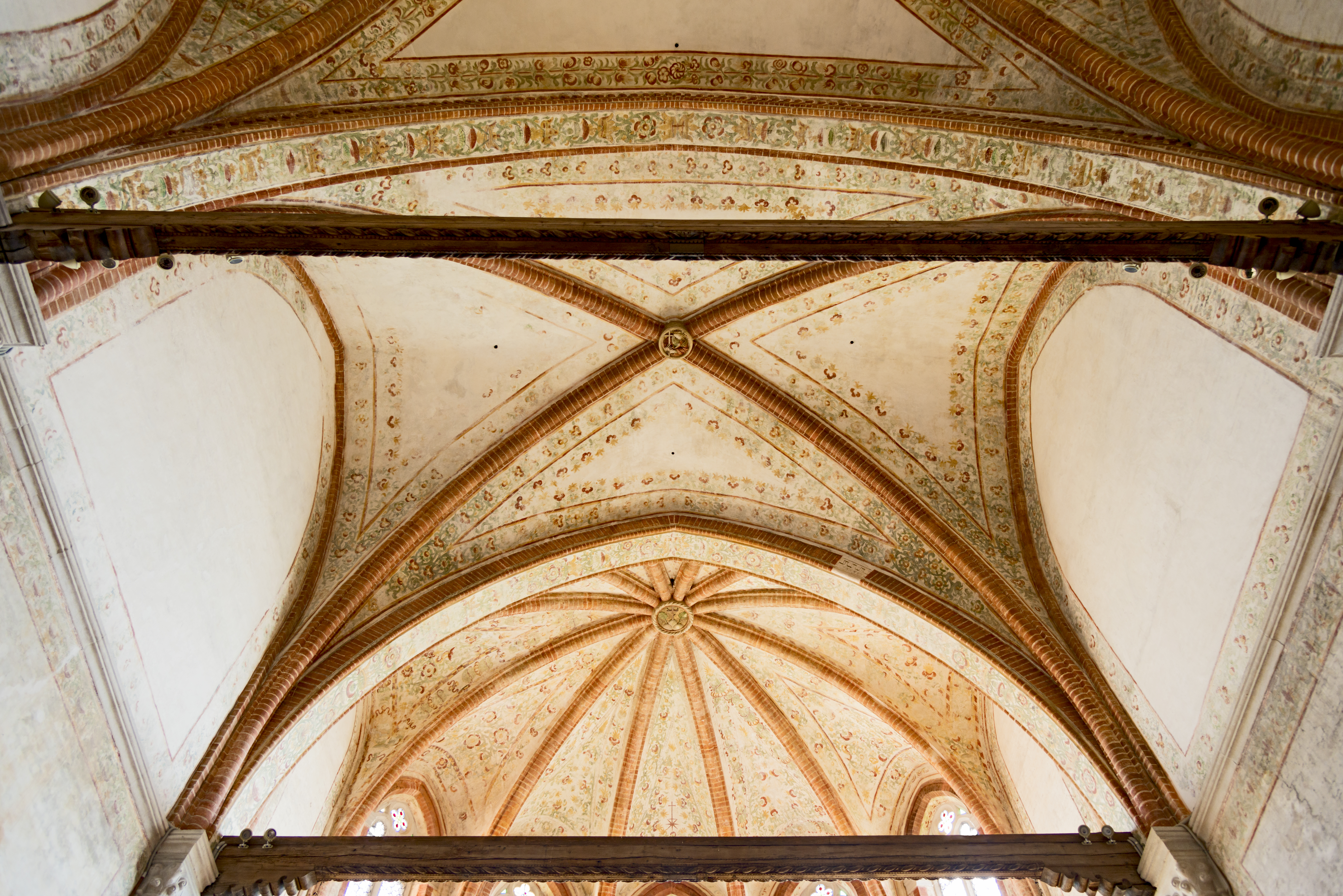
Plafonds de la nef et du chœur
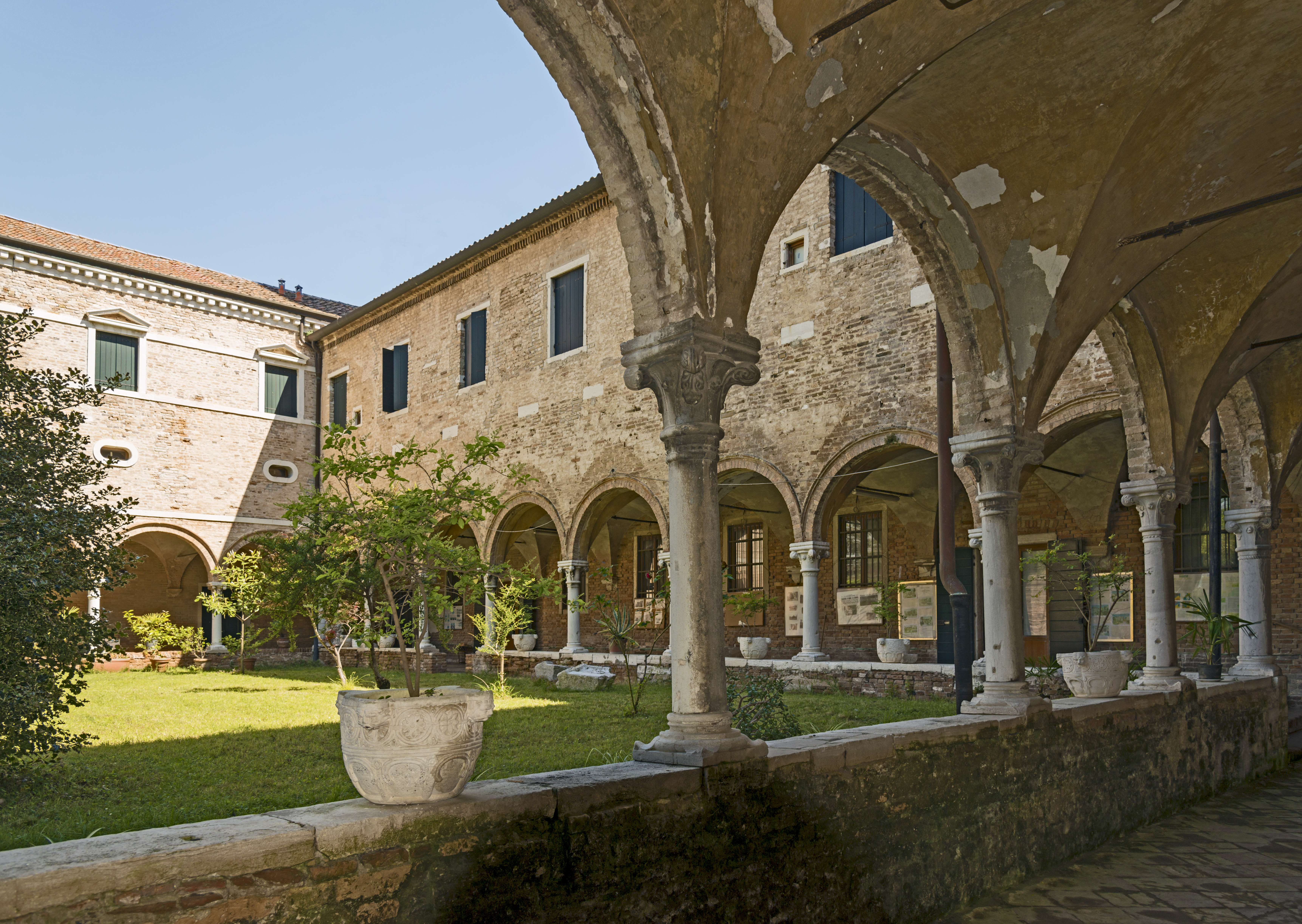
Le cloître
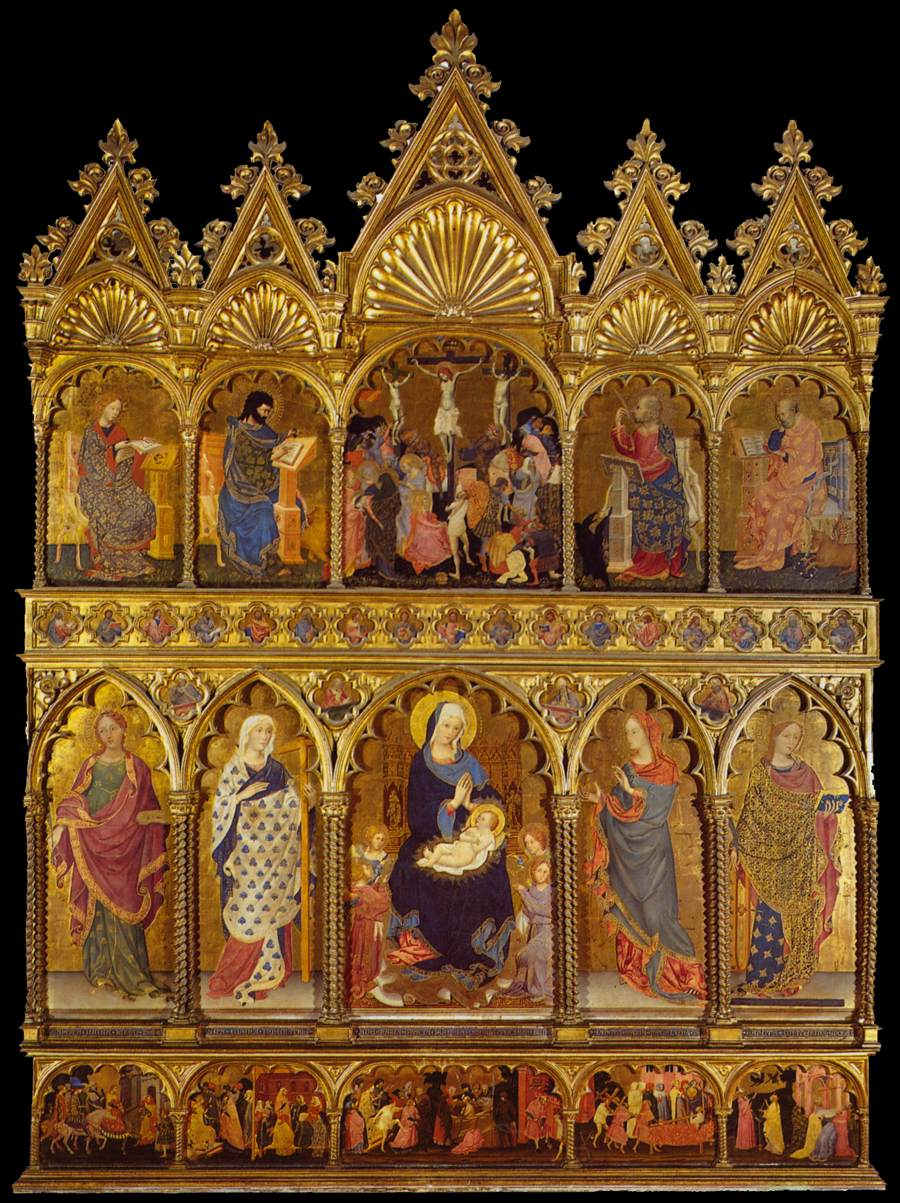
Polyptyque de sainte Hélène Michele di Matteo Gallerie dell'Accademia

L'église est de style gothique, la façade est étroite et haut, entourée par des pilastres d'angle. 
Les fenêtres à meneaux, et la rosace sont de style gothique, alors que la porte de 1476 par Antonio Rizzo est de style Renaissance. 
L'église est à une seule nef, avec poutres apparentes. L'abside est de forme octogonale, et les fenêtres à meneaux sont placées sur deux rangées. 
Le premier clocher a été érigé en 1558, mais a été démoli lorsque l'église fut désacralisée, puis reconstruit en 1950. La structure est simple, il est coiffé d'un petit dôme. 
Le retable visible aujourd'hui est une copie de celui de l'église des Sept Saints Fondateurs de l'Ordre des Servites de Marie à Florence. 
Lors de son séjour à Venise de 1430 à 1437 Michele di Matteo réalisa pour l'église le Polyptyque de sainte Hélène, inspiré de la manière de Giambono et des suiveurs vénitiens de Gentile da Fabriano. Il est aujourd'hui, conservé à la Gallerie dell'Accademia

### Le couvent
Après la désacralisation de 1807, le couvent des Olivetani a été en partie démoli. Il n'a été restauré qu'après l'église soit rendue au culte. De l'ancien couvent, il reste un cloître du XVe siècle sur trois côtés, attenant à l'église, sous forme d'une loggia à arcs arrondis et linteaux. Un puits du XVIIIe siècle se trouve au centre du cloître.
Le complexe reconstruit abrite un centre international pour la paix, voué à l'étude et la recherche.